# Рассветалов, Леонид Александрович
Леонид Александрович Рассветалов (3 октября 1940 — 20 июля 2018) — советский и российский радиоинженер, заслуженный работник высшей школы Российской Федерации, доктор технических наук, профессор Новгородского государственного университета им. Ярослава Мудрого. Награжден Медалью Ярослава Мудрого III степени (2010).

## Биография
Родился 3 октября 1940 г.
В 1964 г. окончил радиотехнический факультет ЛЭТИ им. В. И. Ульянова (Ленина), радиоинженер по специальности «Радиоэлектронные устройства», и аспирантуру по кафедре ТОР ЛЭТИ, в 1969 году защитил кандидатскую диссертацию.
С 1967 г. ассистент, с 1969 старший преподаватель и доцент в Новгородском филиале ЛЭТИ и с 1973 года в Новгородском политехническом институте.
С 1990 г. доктор технических наук, в звании профессора работал во вновь образованном Новгородском государственном университете. С 1992 по 2008 г. заведующий кафедрой радиосистем.
В 1999 г. избран членом-корреспондентом Академии инженерных наук, а в 2001 г. — членом-корреспондентом Международной академии Высшей Школы.
Лауреат Медали Ярослава Мудрого (III степень) Новгородского Государственного Университета им. Ярослава Мудрого (2010). Автор более 200 научных работ и 23 изобретений, учебных пособий для студентов радиоэлектронных направлений подготовки.
Умер 20 июля 2018 года.